# IPv6
IPv6, viết tắt Internet Protocol version 6", là "Giao thức liên mạng thế hệ 6", một phiên bản của giao thức liên mạng (IP) nhằm mục đích nâng cấp giao thức liên mạng phiên bản 4 (IPv4) hiện đang truyền dẫn cho hầu hết lưu lượng truy cập Internet nhưng đã hết địa chỉ. IPv6 cho phép tăng lên đến 2128 địa chỉ, một sự gia tăng khổng lồ so với 232 (khoảng 4.3 tỷ) địa chỉ của IPv4.
Vào ngày 12/6/2024, có 54,37% thiết bị có địa chỉ IPv6 ở Việt Nam được sử dụng để tìm kiếm tại Google, nhiều nhất là ở Pháp với 74,53%.

## Địa chỉ IPv6
Địa chỉ IPv6 (Internet protocol version 6) là thế hệ địa chỉ Internet phiên bản mới được thiết kế để thay thế cho phiên bản địa chỉ IPv4 trong hoạt động Internet. Địa chỉ IPv4 có chiều dài 32 bít, biểu diễn dưới dạng các cụm số thập phân phân cách bởi dấu chấm, ví dụ 203.119.9.0. IPv4 là phiên bản địa chỉ Internet đầu tiên, đồng hành với việc phát triển như vũ bão của hoạt động Internet trong hơn hai thập kỷ. Với 32 bit chiều dài, không gian IPv4 gồm khoảng 4 tỉ địa chỉ cho hoạt động mạng toàn cầu.
Do sự phát triển như vũ bão của mạng và dịch vụ Internet, nguồn IPv4 dần cạn kiệt, đồng thời bộc lộ các hạn chế đối với việc phát triển các loại hình dịch vụ hiện đại trên Internet. Phiên bản địa chỉ Internet mới IPv6 được thiết kế để thay thế cho phiên bản IPv4, với hai mục đích cơ bản:
- Thay thế cho nguồn IPv4 cạn kiệt để tiếp nối hoạt động Internet.
- Khắc phục các nhược điểm trong thiết kế của địa chỉ IPv4.

Địa chỉ IPv6 có chiều dài 128 bít, biểu diễn dưới dạng các cụm số hexa phân cách bởi dấu hai chấm (:), ví dụ 2001:0DC8:1005:2F43:0BCD:FFFF. Với 128 bít chiều dài, không gian địa chỉ IPv6 gồm 2128 địa chỉ, cung cấp một lượng địa chỉ khổng lồ cho hoạt động Internet của thế giới.

### Các loại địa chỉ IPv6
Không gian địa chỉ IPv6 phân thành nhiều loại địa chỉ khác nhau. Mỗi loại địa chỉ có chức năng nhất định trong phục vụ giao tiếp. Khác với phiên bản IPv4, nơi mà một máy tính với một card mạng chỉ được gắn một địa chỉ IPv4 và xác định trên mạng Internet bằng địa chỉ này, một máy tính IPv6 với một card mạng có thể có nhiều địa chỉ, cùng loại hoặc khác loại. Địa chỉ IPv6 không còn duy trì khái niệm broadcast. Theo cách thức gói tin được gửi đến đích, IPv6 bao gồm ba loại địa chỉ sau:
- Unicast: Địa chỉ unicast xác định một giao diện duy nhất.
- Multicast: Địa chỉ multicast định danh một nhóm nhiều giao diện. Gói tin có địa chỉ đích là địa chỉ multicast sẽ được gửi tới tất cả các giao diện trong nhóm được gắn địa chỉ đó. Mọi chức năng của địa chỉ broadcast trong IPv4 được thay thế bởi địa chỉ IPv6 multicast.
- Anycast[1]: Anycast là khái niệm mới của địa chỉ IPv6. Địa chỉ anycast cũng xác định tập hợp nhiều giao diện. Tuy nhiên, trong mô hình định tuyến, gói tin có địa chỉ đích anycast chỉ được gửi tới một giao diện duy nhất trong tập hợp. Giao diện đó là giao diện "gần nhất" theo khái niệm của thủ tục định tuyến.

## Ưu điểm
IPv6 được thiết kế với những tham vọng và mục tiêu như sau:
- Không gian địa chỉ lớn hơn và dễ dàng quản lý không gian địa chỉ.
- Khôi phục lại nguyên lý kết nối đầu cuối-đầu cuối của Internet và loại bỏ hoàn toàn công nghệ NAT
- Quản trị TCP/IP dễ dàng hơn: DHCP được sử dụng trong IPv4 nhằm giảm cấu hình thủ công TCP/IP cho host. IPv6 được thiết kế với khả năng tự động cấu hình mà không cần sử dụng máy chủ DHCP, hỗ trợ hơn nữa trong việc giảm cấu hình thủ công.
- Cấu trúc định tuyến tốt hơn: Định tuyến IPv6 được thiết kế hoàn toàn phân cấp.
- Hỗ trợ tốt hơn Multicast: Multicast là một tùy chọn của địa chỉ IPv4, tuy nhiên khả năng hỗ trợ và tính phổ dụng chưa cao.
- Hỗ trợ bảo mật tốt hơn: IPv4 được thiết kế tại thời điểm chỉ có các mạng nhỏ, biết rõ nhau kết nối với nhau. Do vậy bảo mật chưa phải là một vấn đề được quan tâm. Song hiện nay, bảo mật mạng Internet trở thành một vấn đề rất lớn, là mối quan tâm hàng đầu.
- Hỗ trợ tốt hơn cho di động: Thời điểm IPv4 được thiết kế, chưa tồn tại khái niệm về thiết bị IP di động. Trong thế hệ mạng mới, dạng thiết bị này ngày càng phát triển, đòi hỏi cấu trúc giao thức Internet có sự hỗ trợ tốt hơn.